# Patricio Hernández
Patricio Hernández (16 d'agost de 1956) és un exfutbolista argentí.

## Selecció de l'Argentina
Va formar part de l'equip argentí a la Copa del Món de 1982.